# Nova Scotia Highway 125
Der Nova Scotia Highway 125 (NS 125) befindet sich in der kanadischen Provinz Nova Scotia, er hat eine Länge von 28 km. Der Highway dient als Umgehung um Sydney. Die Route ist als Core Route Bestandteil des National Highway Systems. Die Strecke erhielt 2008 den Beinamen Peacekeepers Way.

## Verlauf
Die Route beginnt am Highway 105, dem Trans-Canada Highway, westlich von Sydney Mines, sie verläuft nach Süden hin und dient als Umgehung um North Sydney. Die Strecke schwenkt ostwärts und überquert bei Sydney River den gleichnamigen Fluss, um dann weiter nach Norden hin zu verlaufen. Die Strecke umgeht Sydney im Osten und endet am Highway 4 im Nordosten der Stadt.